# Hendrik Antonie Dambrink
Hendrik Antonie Dambrink (Arnhem, 13 maart 1881 - Zeist, 16 oktober 1940) was een Nederlands advocaat en anti-revolutionair politicus.
Hendrik Antonie Dambrink was de zoon van meubelmaker Gerhardus Dambrink en Johanna van Amerongen. Hij ging naar het Christelijk Gymnasium in Zetten, en promoveerde in 1917 aan de Rijksuniversiteit Utrecht in de rechtswetenschappen. Hij ging als ambtenaar aan de slag bij de Staatsspoorwegen in Friesland en België voor een klein jaar, en daarna (vanaf 1918) als advocaat en procureur te Utrecht. Als advocaat verdedigde hij vaak spoorwegpersoneel. Van april 1923 tot maart 1924 was hij lid van de Utrechtse gemeenteraad, en van 1932 tot 1933 van de Tweede Kamer der Staten-Generaal namens de Anti-Revolutionaire Partij.
Dambrink was slechts een krap jaar deel van de ARP-Tweede Kamerfractie, waar hij zich bezighield met waterstaat en justitie. Hij speelde als een van de Justitie-woordvoerders een belangrijke rol bij het conflict over de bezuinigingen op rechtbanken in 1933, dat uiteindelijk leidde tot de val van Kabinet-Ruijs de Beerenbrouck III. Hij uitte in 1933 namens een deel van de ARP-fractie ernstige kritiek op het wetsvoorstel van minister Jan Donner om een aantal rechtbanken en kantongerechten op te heffen. Nadat de fractie vanwege mogelijke politieke consequenties haar standpunt had bijgesteld, voerde Egbertus Johannes Beumer het woord. Dambrink onttrok zich aan de stemming over de motie-Boon waarin om schorsing van behandeling van het voorstel werd gevraagd. De ARP-fractie stemde daar tegen.
Dambrink trouwde op 30 april 1908 met Alijda Hermina Westerhof.